# Мэйси (Ичунь)
Мэйси́ (кит. упр. 美溪, пиньинь Měixī, буквально: «красивая речка») — бывший район городского подчинения городского округа Ичунь провинции Хэйлунцзян (КНР).

## История
В первой половине XX века эти земли находились под юрисдикцией уезда Танъюань. В 1943 году здесь прошла железная дорога и появилась станция Мэйси. В декабре 1948 года появилась деревня Мэйсицунь (美溪村). В 1952 году был образован уезд Ичунь, и эти места вошли в состав его Района № 1 (第一区). В 1957 году уезд Ичунь был преобразован в городской округ, а посёлки Мэйси, Дафэн и Удаоку были объединены в район Мэйси в его составе. В декабре 1962 года к нему был присоединён район Дасилинь (大西林区). В 1969 году из района Мэйси был выделен район Силинь.
В 2019 году было проведено крупное изменение административно-территориального деления городского округа Ичунь, в ходе которого старые районы были расформированы, а на землях бывших районов Ичунь, Мэйси и восточной половины района Умахэ был образован новый район Имэй.

## Административное деление
Район Мэйси делится на 1 уличный комитет.
| № | Название | Название (кит.) | Статус          | Население чел. (2010) | На карте                         |
| - | -------- | --------------- | --------------- | --------------------- | -------------------------------- |
| 1 | Мэйси    | 美溪街道办事处  | уличный комитет | 31247                 | 47°38′06″ с. ш. 129°07′52″ в. д. |

## Соседние административные единицы
Район Мэйси на северо-западе граничит с районами Ичунь, Уин, Хунсин и Синьцин, на западе — с районами Юхао и Умахэ, на юге — с районами Наньча и Дайлин, на юго-востоке — с районами Силинь и Цзиньшаньтунь, на северо-востоке — с территорией городского округа Хэган.